# Osaka Grand Prix

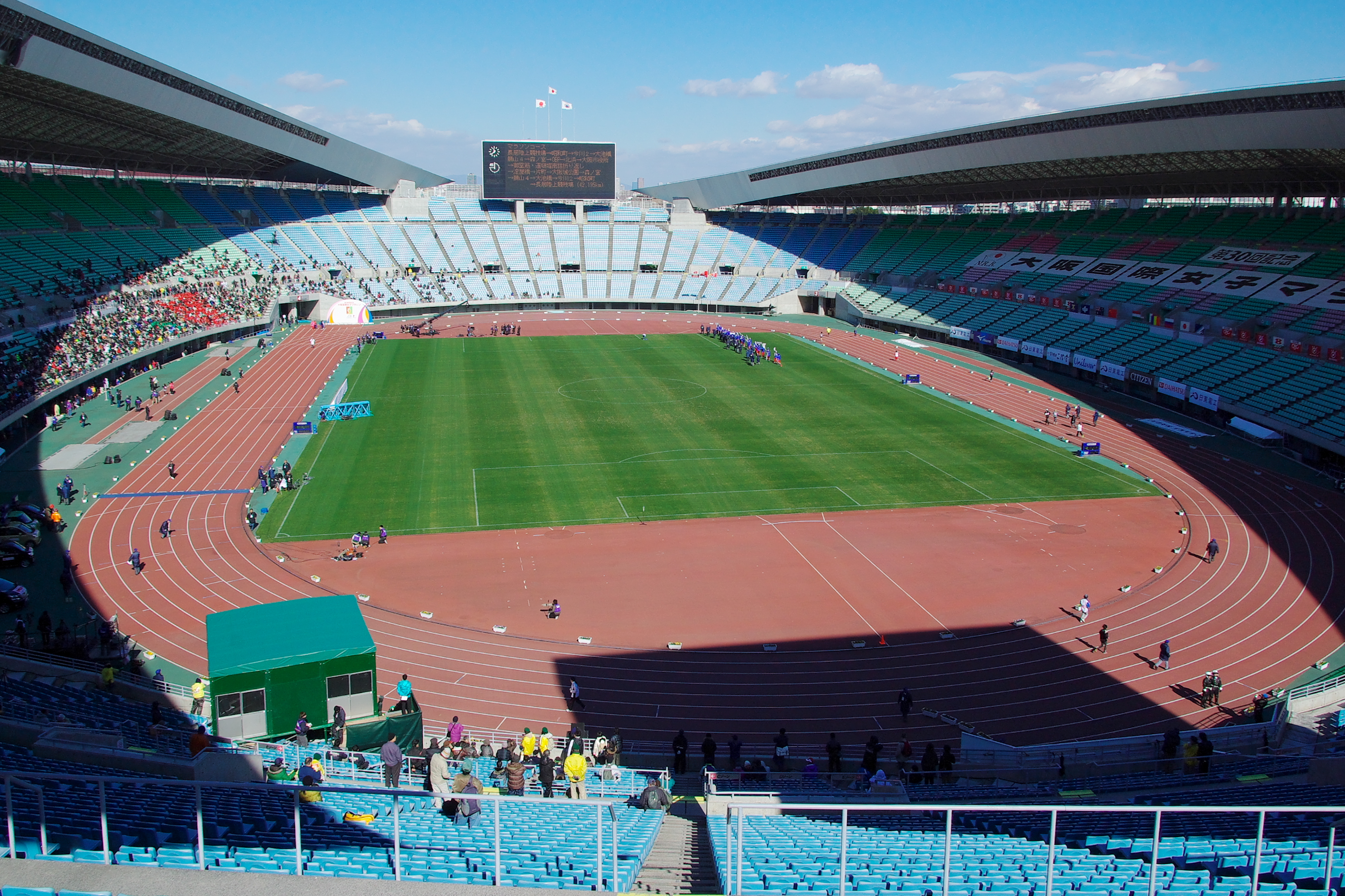
Photographie du Stade d'athlétisme de Nagai à Osaka

L'IAAF Osaka GP est un meeting international d'athlétisme qui se déroule une fois par an à Osaka. Cette compétition est l'une des étapes du Grand Prix de l'IAAF 2008.